# Ленинаканское землетрясение (1926)
Ленинаканское землетрясение 1926 года — крупное землетрясение, произошедшее 22 октября 1926 года в окрестностях города Ленинакан, ССР Армения. Для изучения последствий землетрясения, Академией Наук СССР была направлена группа учёных, во главе с геологом П. И. Лебедевым. Его доклад был представлен академии 9 марта 1927 года академиком Левинсоном-Лессингом и затем опубликован.

## Обстоятельства землетрясения (по докладу Лебедева)
Землетрясение произошло в долине реки Арпачай, притока реки Аракс. Оно было зафиксировано сейсмографами Физической обсерватории в Тифлисе и Пулковской обсерватории в Ленинграде. Землетрясение имело форму двух толчков. 

При первом толчке (в 19:38) остановились башенные часы, висевшие на внешней восточной стене здания комитета партии в Ленинакане. При втором толчке, вызвавшем наибольшие разрушения в городе и районе, остановились другие комнатные часы с маятником, указавшие время 22:58.
Толчки ощущались в Ереване, Тифлисе, Батуме, Сочи, но там к серьёзным разрушением не привели. Серьёзнее пострадали деревни за турецкой границей, расположенные около города Карс, но туда (то есть на турецкую территорию) советские учёные не смогли попасть. По сообщениям советского консула в Карсе, было разрушено около 20 сёл.
Эпицентр землетрясения находился в нескольких километрах южнее Ленинакана. В последующие дни, вплоть до Нового года, ощущались слабые подземные толчки.
На советской территории от землетрясения пострадали 44 села, из которых девять были разрушены полностью, и город Ленинакан. Общее количество жертв составило около 300 погибших и столько же раненых, из них большинство в сёлах и меньшинство — в самом Ленинакане.
В Ленинакане каменные здания подверглись заметным разрушениям (крупные трещины на стенах, осыпания штукатурки), однако остались стоять.
В качестве вывода учёные отметили:

Это землетрясение стало катастрофическим для Ленинаканского района, главным образом, вследствие примитивного характера построек и несоблюдения условий антисейсмического строительства. Что оно не может быть отнесено к числу очень сильных землетрясений, показывает сравнение отклонений на приборах Пулковской Обсерватории во время землетрясения Ленинаканского и знаменитого Мессинского землетрясения 1908 г.